# 国際高等学院
国際高等学院（こくさいこうとうがくいん）は、埼玉県草加市栄町にある高等部と中等部を併設するサポート校。学院長は佐藤圭一。

## 特色
- 通信制高校に在籍し、卒業を目指す「通信制高校コース」と高等学校卒業程度認定試験取得を目指す「高卒認定・大学受験コース」の高等部2コースと、中学校以外の学習の場となる「中等部」を併設する。
- 個別指導学習を取り入れており、集団学習が苦手な生徒も自分のペースで学習が可能である。
- 毎月、進路を考えるために職業体験を実施している。
- 制服の着用は自由である。
- 通学日数は週2 - 5日の中で自由に選べる。

## 所在地
- 埼玉県草加市栄町3-4-11
- 東武伊勢崎線獨協大学前駅徒歩1分